# 시오쓰카역
시오쓰카역(일본어: 塩塚駅)은 일본 후쿠오카현 야나가와시에 위치한 서일본 철도 덴진오무타 선의 역이다. 역 번호는 T41이다.

## 역사
- 1938년 9월 1일: 영업 개시.
- 1974년: 역사 개축.
- 2008년 5월 18일: IC카드 nimoca 사용 개시.
- 2014년 3월 22일: 역 창구 영업 시간 변경.
- 2017년 2월 1일: 역 번호 도입.

## 역 구조
섬식 승강장 1면 2선의 지상역이다. 니시테쓰 스테이션 서비스가 역 업무를 하는 업무위탁역으로 낮 시간대의 일부는 역무원이 부재한다.

## 역 주변
- 야나가와 시립 도요하라 초등학교
- 국도 제208호선
- 도요하라 유치원
- 도요하라 우체국
- 야나가와 시 마을 버스・가미시오즈카 버스 정류장

## 인접역
| 서일본 철도 ■ 덴진오무타 선               | 서일본 철도 ■ 덴진오무타 선 | 서일본 철도 ■ 덴진오무타 선      |
| ----------------------------------------- | --------------------------- | -------------------------------- |
| T40 도쿠마스 니시테쓰 후쿠오카(덴진) 방면 | ■ 보통                      | 니시테쓰나카시마 T42 오무타 방면 |